# مارچا
مارچا (به انگلیسی: Marcha) با نام اصلی مارگارتا هندریکا ماریا گروئنولد (به انگلیسی: Margaretha Hendrika Maria Groeneveld) (زاده ۲ ژوئیه ۱۹۵۶) خواننده هلندی است.
او نماینده هلند در مسابقه آواز یوروویژن ۱۹۸۷ بود.